# Fred Luter
Fred J. Luter Jr. (nacido, el 11 de noviembre de 1956) es un pastor bautista americano. Él es el pastor de la Iglesia Bautista de la Avenida Franklin en Nueva Orleans. Fue presidente de la Convención Bautista del Sur de 2012 a 2014.

## Biografía
Nació el 11 de noviembre de 1956 en Nueva Orleans, Estados Unidos. Después de sobrevivir a un accidente de motocicleta en 1977, se hizo cristiano y comenzó a predicar en las calles.

### Ministerio
En 1986, se convirtió en pastor principal de la Iglesia Bautista de la Avenida Franklin, con sede en Nueva Orleans, una iglesia de 65 miembros. En 2012, fue elegido presidente de la Convención Bautista del Sur hasta 2014. Su iglesia en ese momento tenía 5.000 miembros.

## Vida privada
Se casó con Elizabeth W. Luter en 1980. Tuvieron 2 hijos.

## Recompensas
En 2012, recibió un doctorado honorario en teología del Criswell College y de la Universidad Bautista de Oklahoma por su compromiso con la excelencia y preocupación por los demás.